# Zofia Władyka-Łuczak

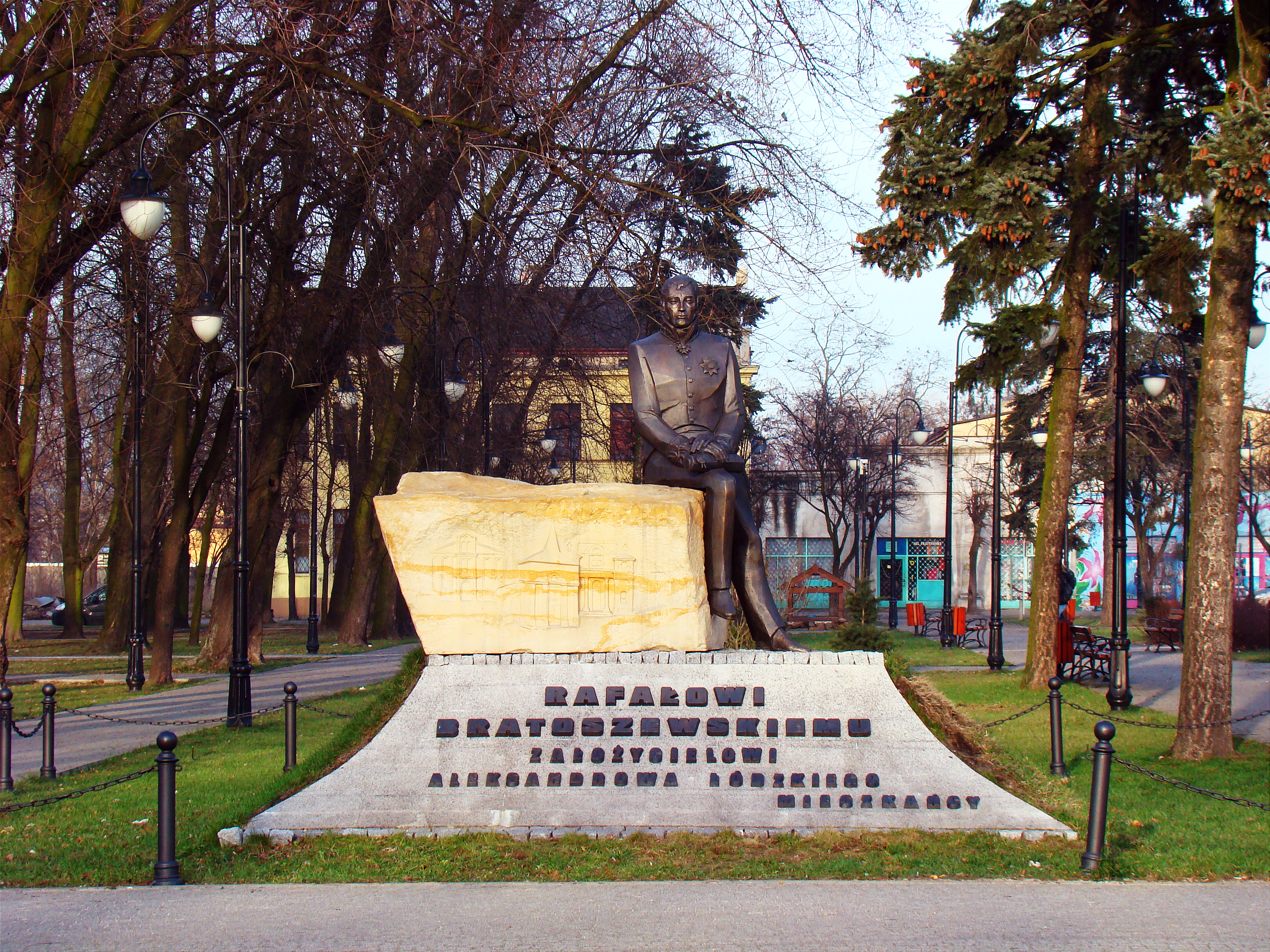
Pomnik Rafała Bratoszewskiego w Aleksandrowie Łódzkim autorstwa Zofii Władyki-Łuczak

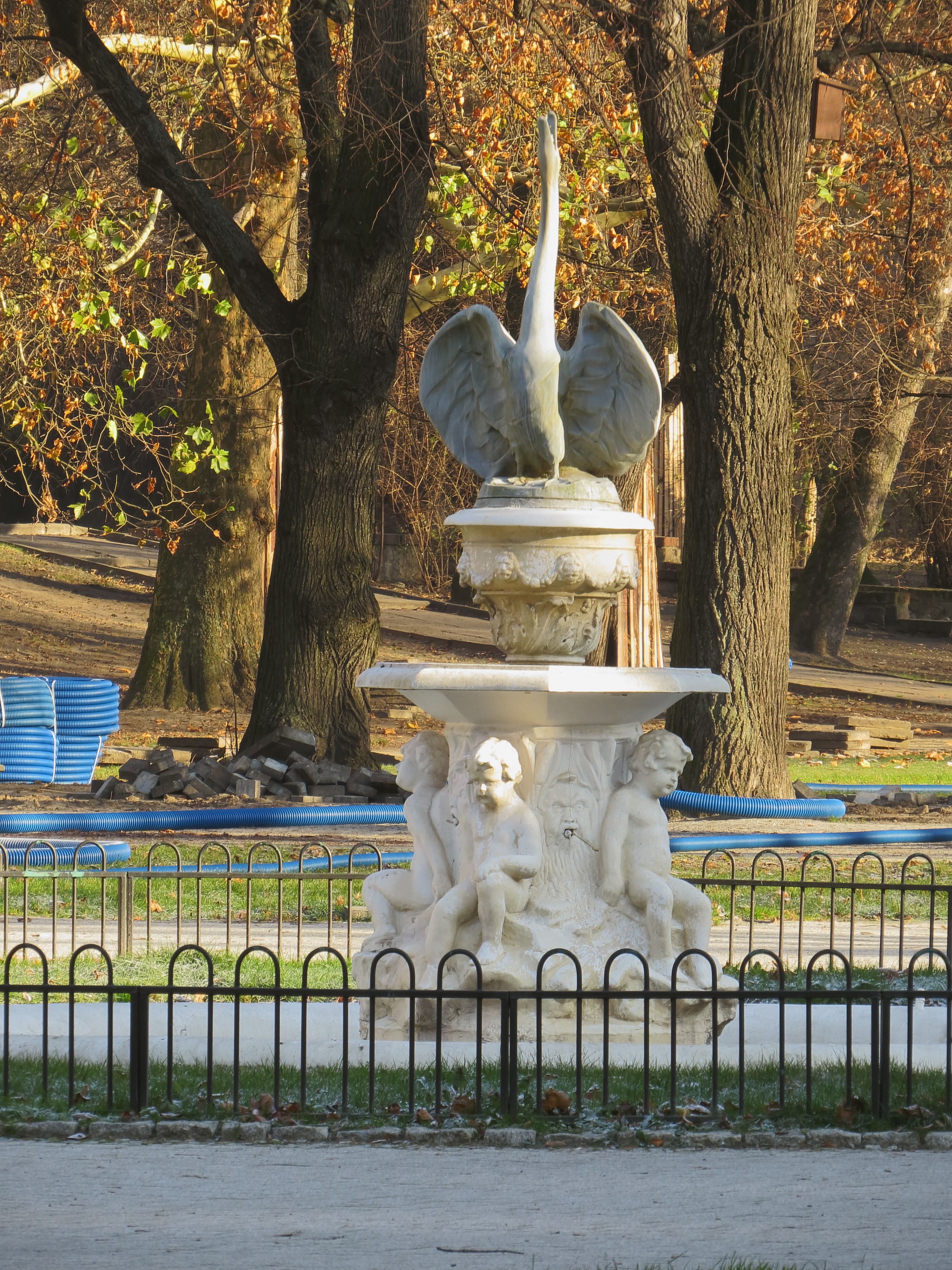
Fontanna „Łabędź” w Parku im. H. Sienkiewicza w Łodzi autorstwa Zofii Władyki-Łuczak

Zofia Władyka-Łuczak (ur. 25 lutego 1965 w Łodzi) – polska rzeźbiarka.

## Życiorys
W 1986 ukończyła naukę w Państwowym Liceum Sztuk Plastycznych w Łodzi. Od lat 90. XX w. pracuje w założonej w 1973 przez swojego ojca – Zbigniewa Władykę – pracowni rzeźbiarskiej Zet-Zet, przy ul. Piotrkowskiej 194 w Łodzi. W 1992 ukończyła studia w zakresie wychowania plastycznego w Państwowej Wyższej Szkole Sztuk Plastycznych w Łodzi, gdzie studiowała w pracowni rzeźby pod kierunkiem Michała Gałkiewicza. W 2017 obroniła doktorat w dyscyplinie kulturoznawstwo, pisząc pracę naukową pt. Samotność twórcy – przestrzeń między tworzeniem a odbiorem stworzonego pod opieką naukową Michaela Fleischera. Pracuje jako adiunkt w Katedrze Dziennikarstwa i Komunikacji Społecznej Uniwersytetu Łódzkiego oraz Instytutu Rzeźby Akademii Sztuk Pięknych w Łodzi.
Prace Władyki-Łuczak znajdują się w kolekcjach prywatnych, m.in. USA, Francji, Wielkiej Brytanii, Belgii, w tym Filipa I Koburga oraz w Muzeum Kinematografii i Muzeum Historii Miasta Łodzi.

### Życie prywatne
Jest córką rzeźbiarza Zbigniewa Władyki (1935–2002) i etnografki Elżbiety Zofii Władykowej (1937–2006). Jest żoną rzeźbiarza Krzysztofa Łuczaka.

## Realizacje
- „Autoportret” (1991),
- „Marzenie” (1991),
- „Z Wiatrem” (1992),
- „Czas” (1993),
- „Kochankowie” (1994),
- „Symbioza” (1995),
- „Lot” (1998),
- „U źródła” (2000)[1],
- maszty z orłami przy pomniku Marszałka Józefa Piłsudskiego w Łodzi (2007)[8],
- Pomnik Rafała Bratoszewskiego w Aleksandrowie Łódzkim (2008),
- Pomnik Początków Miasta Łodzi (2015)[9][2],
- Fontanna „Łabędź” w Parku im. H. Sienkiewicza w Łodzi,
- Fontanna w parku im W. Reymonta w Łodzi[2],
- płaskorzeźba upamiętniająca Józefa Babickiego przy ul. Przędzalnianej w Łodzi,
- płaskorzeźba upamiętniająca prof. Konrada Jażdżewskiego znajdująca się w Muzeum Archeologicznym i Etnograficznym w Łodzi,
- portret Jerzego Urbankiewicza w Muzeum Okręgu Wileńskiego AK przy Katolickim Gimnazjum i Liceum w Łodzi[1],
- Rzeźba Portret Synagogi przy alei Tadeusza Kościuszki w Łodzi[2],
- Statuetka Mecenasa Łódzkiej Kultury[10],
- Nagroda im. Marii Kornatowskiej[11],
- Armatka Kultury[12],
- Nagroda im. Henryka Grohmana przyznawana przez Łódzką Specjalną Strefę Ekonomiczną,
- statuetki przyznawane przez: Departament Rolnictwa i Ochrony Środowiska przy Urzędzie Marszałkowskim w Łodzi, Towarzystwo Naukowe Organizacji i Kierownictwa Oddział w Łodzi oraz Klub Profesjonalnych Menedżerów, Urząd Miejski w Aleksandrowie Łódzkim[1].

## Publikacje
- Praca twórcy w relacji za światem, AT Wydawnictwo, Kraków 2018
- Przestrzeń tworzenia, AT Wydawnictwo, Kraków 2018[2]

## Wystawy
- 1991: Zofia i Zbigniew Władyka „Rzeźba”,
- 1991: Wystawa Zbiorowa w Galerii PWSSP w Łodzi,
- 1992: Wystawa „Siedem marzeń” w Galerii Klubu Plastyka „Piwnica”, Łódź,
- 1993: Wystawa rzeźby przy „XXII Zjeździe Naukowym Polskiego Towarzystwa Medycyny Sportowej”, Spała,
- 1993: „Targi antyków, sztuki, kolekcji” ; Bydgoszcz (Biuro Wystaw Artystycznych, Międzynarodowe Targi Pomorza i Kujaw),
- 1994: Wystawa w Autorskiej Galerii „Zet-Zet”, Łódź,
- 1994: Wystawa rzeźby w Galerii Sztuki Współczesnej w Bydgoszczy, „Trzeci wymiar”,
- 1999: Wystawa rzeźby przy: Interflat VIII Międzynarodowe Targi Wyposażenia Wnętrz i Budownictwa,
- 2001: Wystawa rzeźby i grafiki komputerowej „Parsprototo” w Centrum Polskim, Bruksela,
- 2001: Kontynuacja wystawy „Pars pro toto” w „Ośrodku Milenijnym w Ardenach” w Comblain-la-Tour Bruksela[1].